# اکتولاک
اکتولاک (به لاتین: Aktuluk) یک منطقهٔ مسکونی در ترکیه است که در استان تونج‌ایلی واقع شده‌است.

## خصوصیات
اکتولاک ۳۱۸ نفر جمعیت دارد و ۹۵۰ متر بالاتر از سطح دریا واقع شده‌است.